# HSG Hanau
Die HSG Hanau (Handballspielgemeinschaft Hanau) ist eine Handballspielgemeinschaft der Handballabteilungen der TS Steinheim und des TV Kesselstadt. Der Zusammenschluss erfolgte im Jahr 2009. Momentan spielt die HSG Hanau in der 3. Liga Süd-West.

## Mannschaften

### Männer 1
Die 1. Männermannschaft der HSG Hanau ging nach der Vereinsgründung im Jahr 2009 in der hessischen Landesliga Süd an den Start. Sie beendete die Saison 2009/10 auf dem 4. Platz der Landesliga Süd.
In der darauffolgenden Saison 2010/11 konnte sich die Mannschaft auf dem dritten Platz der Landesliga Süd platzieren und steigerte sich im Vergleich zur Vorsaison um einen Rang.
Eine Saison später (2011/12) wurde auf dem ersten Tabellenplatz mit nur zwei Niederlagen der Aufstieg in die Oberliga Hessen erreicht.
In der Saison 2012/13 schaffte man als Neuling direkt den Sprung auf den 5. Platz.
In den beiden darauffolgenden Jahren konnte die HSG Hanau den 7. Platz (2013/14) und den 3. Platz (2014/2015) erreichen.
Ein Jahr später (2015/16) konnte sich die HSG Hanau mit einem Punkt Vorsprung auf die SG Bruchköbel den Titel Hessenmeister sichern und stieg somit in die 3. Liga Ost auf. Den Meistertitel in der Oberliga Hessen konnte sich die HSG Hanau in derselben Saison erst am letzten Spieltag in einem Heimspiel gegen die 2. Mannschaft des TV Hüttenberg sichern.
Am Ende der Saison 2016/17 konnte die HSG Hanau den Klassenerhalt bereits im vorletzten Heimspiel der Saison gegen die SG LVB Leipzig sichern und steht in der 3. Liga Ost auf dem 9. Platz.
Im letzten Spiel der Saison 2017/18 wurde die bislang beste Platzierung in der jungen Vereinsgeschichte erzielt, als man mit einem 3. Platz in der 3. Liga Staffel Ost auf sich aufmerksam machte und in allen 15 Spielen in der heimischen Main-Kinzig-Halle ungeschlagen blieb (2 Remis). Durch diese Platzierung haben sich die Grimmstädter erstmals in der Vereinsgeschichte für den DHB-Pokal qualifiziert.
Als Ausrichter dieses First-Four-Turniers am 18.+19. August 2018 in der Main-Kinzig-Halle darf die HSG Hanau die Bundesligisten HC Erlangen und SG BBM Bietigheim sowie dem Ligakonkurrenten MSG Groß-Bieberau/Modau begrüßen.
Die Saison 2018/19 war die erfolgreichste für die HSG Hanau mit einer Punkteausbeute von 37:23.
Nach der vorzeitigen Beendigung des regulären Spielbetriebs in der Spielzeit 2020/21 der 3. Liga aufgrund der COVID-19-Pandemie in Deutschland nutzte der Verein die Möglichkeit, sich für die außerordentliche Aufstiegsrunde zur 2. Handball-Bundesliga anzumelden; zum Aufstieg reichte es allerdings nicht.
| Saison    | Liga                     | Tabellenplatz | Besonderes                                                                          |
| --------- | ------------------------ | ------------- | ----------------------------------------------------------------------------------- |
| 2015/2016 | Oberliga Hessen          | 1.            | Hessenmeister, Aufstieg in die 3. Liga Ost                                          |
| 2016/2017 | 3. Liga Staffel Ost      | 9.            |                                                                                     |
| 2017/2018 | 3. Liga Staffel Ost      | 3.            | erstmalige Qualifikation zur 1. Runde DHB-Pokal                                     |
| 2018/2019 | 3. Liga Staffel Ost      | 3.            | höchste Punkteausbeute in der 3. Liga, Qualifikation zur 1. Runde DHB-Pokal         |
| 2019/2020 | 3. Liga Staffel Mitte    | 7.            |                                                                                     |
| 2020/2021 | 3. Liga Staffel Mitte    |               | Pandemie-bedingter Saisonabbruch; Teilnahme an der Aufstiegsrunde zur 2. Bundesliga |
| 2021/2022 | 3. Liga Staffel E        | 2.            | Teilnahme an der Aufstiegsrunde zur 2. Bundesliga                                   |
| 2022/2023 | 3. Liga Staffel Süd-West | 1.            | Teilnahme an der Aufstiegsrunde zur 2. Bundesliga                                   |
| 2023/2024 | 3. Liga Staffel Süd-West | 5.            |                                                                                     |
| 2024/2025 | 3. Liga Staffel Süd-West | 9.            |                                                                                     |

### A-Jugend
Die A-Jugend der HSG Hanau startete 2009/2010 in der Bezirksoberliga in den Spielbetrieb und konnte in der ersten Saison nur den 9. Platz der Bezirksoberliga erreichen und wurde somit Vorletzter. In der Saison 2010/2011 spielte die Hanauer A-Jugend auch in der Bezirksoberliga und erreichte den 5. Platz.
In der Saison 2011/2012 konnte sich die A-Jugend für die neugegründete Jugend-Handball-Bundesliga (JHBL), die höchste Liga der Altersklasse, qualifizieren. Die Mannschaft ging in der Staffel West an den Start und konnte sich am Ende der Saison auf dem 7. Tabellenrang platzieren. Ein Jahr danach 2012/2013 qualifizierte man sich erneut für die JHBL, erreichte jedoch nur den 11. Tabellenrang und wurde damit Vorletzter in der Staffel West der A-Jugend Bundesliga.
In der Saison 2013/2014 erreichte der Verein den 3. Platz in der JHBL-Staffel West und errang damit die Direktqualifikation für ein weiteres Jahr in der A-Jugend Bundesliga.
Seit der Saison 2014/2015 gehen die A-Jugendhandballer der HSG Hanau in der Staffel Ost der JHBL an den Start. In ihrer ersten Saison in der Staffel Ost endete die Saison für den Hanauer Nachwuchs auf dem 4. Platz.
Mit dem Erreichen des 4. Platzes sicherte man die direkte Qualifikation für ein weiteres Jahr in der JHBL. Ein Jahr später 2015/2016 verpasste man dann die Direktqualifikation da nur der 8. Platz und nicht der für die Direktqualifikation nötige 6. Platz erreicht werden konnte. Jedoch qualifizierten sich die Hanauer A-Jugendlichen auch im nächsten Jahr wieder für die A-Jugend Bundesliga.
In der vorangegangenen Saison 2016/2017 konnte man sich mit erreichen des 4. Platzes erneut die Direktqualifikation sichern und beendete die Saison damit vor den 5. platzierten Nachwuchsspielern vom TV Gelnhausen und hinter der Junioren Akademie des TV Großwallstadt aus Großwallstadt, welche den 3. Platz erreichte.
Mit dem 7. Platz in der Saison 2017/2018 verpasste die HSG Hanau die direkte Qualifikation für das folgende Bundesligajahr.
In einem hessenweiten Qualifikationsturnier (3. Platz) und einem weiteren mit Teilnehmern aus Hessen, Rheinland-Pfalz und dem Saarland konnten sich die Grimmstädter am 27. Mai 2018 mit einem 2. Platz in diesem Qualifikationsturnier für die nunmehr 8. Saison in Folge für die höchste Deutsche Spielklasse qualifizieren. Ab der Saison 2018/2019 wurden die Staffeln Nord & Ost verschmolzen und die Staffel Mitte neu eingeführt.
In der Spielzeit 2018/2019 sicherte sich die Hanauer A-Jugend den 3. Platz mit einer Punkteausbeute von 31:13 und verpasste nur knapp die erstmalige Qualifikation zur Deutschen Meisterschaft.
Zur Saison 2023/2024 verpasste die A-Jugend nach Niederlagen in der bundesweiten Endrunde gegen VfL Eintracht Hagen und SG JHA Baden erstmals seit Gründung der Bundesliga die Qualifikation und tritt in der Oberliga Hessen an.
| Saison    | Liga                              | Tabellenplatz                                                                   | Besonderes                                                            |
| --------- | --------------------------------- | ------------------------------------------------------------------------------- | --------------------------------------------------------------------- |
| 2011/2012 | A-Jugend Bundesliga Staffel West  | 7.                                                                              |                                                                       |
| 2012/2013 | A-Jugend Bundesliga Staffel West  | 11.                                                                             |                                                                       |
| 2013/2014 | A-Jugend Bundesliga Staffel West  | 3.                                                                              |                                                                       |
| 2014/2015 | A-Jugend Bundesliga Staffel Ost   | 4.                                                                              |                                                                       |
| 2015/2016 | A-Jugend Bundesliga Staffel Ost   | 8.                                                                              |                                                                       |
| 2016/2017 | A-Jugend Bundesliga Staffel Ost   | 4.                                                                              |                                                                       |
| 2017/2018 | A-Jugend Bundesliga Staffel Ost   | 7.                                                                              |                                                                       |
| 2018/2019 | A-Jugend Bundesliga Staffel Mitte | 3.                                                                              |                                                                       |
| 2019/2020 | A-Jugend Bundesliga Staffel West  | 10. (Vorrunde), 5. (Pokalrunde)                                                 |                                                                       |
| 2020/2021 | A-Jugend Bundesliga Staffel West  |                                                                                 | Pandemie-bedingter Saisonabbruch; Teilnahme am Deutschen Jugend-Pokal |
| 2021/2022 | A-Jugend Bundesliga               | 5. (Hauptrunde B), 1/16-Finale (Deutsche Meisterschaft), 1/4-Finale (DHB-Pokal) |                                                                       |
| 2022/2023 | A-Jugend Bundesliga               | 10. (Hauptrunde), 6. (Pokalrunde)                                               |                                                                       |
| 2024/2025 | Regionalliga Hessen               | 1.                                                                              | Hessenmeister                                                         |

### B-Jugend
Die B-Jugend der HSG Hanau spielte in der Saison 2009/2010 in der Regionalliga in der Staffel Ost, die damals höchste Spielklasse der B-Jugend, und konnte sich am Ende der Saison auf dem 7. Tabellenrang platzieren.
In der Saison 2010/2011 ging man in der Oberliga Hessen an den Start, die in dieser Saison ebenfalls höchstmögliche Spielklasse. Der Hanauer Nachwuchs gewann in diesem Jahr die Oberliga Hessen und nahm daher an der Südwestdeutschen Meisterschaft teil. Im Halbfinale der Südwestdeutschen Meisterschaft bezwang man die SG Wallau mit 27:26 in Wallau und eine Woche später 40:31 in Hanau. Im Finale der Südwestdeutschen Meisterschaft konnte man den TV Hüttenberg nach einer 36:23-Auswärtsniederlage im Rückspiel in Hanau mit 30:17 bezwingen und wurde Südwestdeutscher Meister. Daraufhin spielte man nun im Viertelfinale der Deutschen Meisterschaft. Gegner hier war die HSG Menden-Lendringsen. Das Hinspiel des Viertelfinales in Hanau ging 21:21 aus, jedoch verloren die Hanauer B-Jugendhandballer das Rückspiel mit 31:26 und schieden aus dem Wettbewerb aus.
Ein Jahr später, 2011/2012, ging man auch in der Oberliga Hessen an den Start und konnte erneut den Titel gewinnen. Somit war man für die Vorrunde der deutschen Meisterschaft qualifiziert. Gegner waren hier in der Gruppe D: die SG Kronau Östringen und der TSV GWD Minden. Die Hanauer konnten mit nur einem Sieg über Minden im Hinspiel den zweiten Platz erreichen, der jedoch nicht für eine Teilnahme am Halbfinale der Deutschen Meisterschaft ausreichte.
Auch 2012/2013 spielte der Hanauer Nachwuchs wieder in der Oberliga Hessen, konnte jedoch aufgrund einer 20:21-Niederlage im Rückspiel am vorletzten Spieltag gegen die HSG Dudenhofen Münchholzhausen nicht den 1. Platz erreichen, die Mannschaft wurde zweiter und qualifizierte sich somit nicht für die deutsche Meisterschaft.
In der Spielzeit 2013/2014 konnte sich der Hanauer Nachwuchs nur für die Landesliga Hessen, die zweithöchste Spielklasse, qualifizieren und beendete die Saison auf dem 4. Platz. Auch 2014/2015 spielte man in der Landesliga und erreichte den 3. Platz, punktgleich mit den viertplatzierten Handballern der HSG Dudenhofen Münchholzhausen.
In der Saison 2015/2016 schafften die B-Jugendhandballer der HSG Hanau nach zwei Jahren erstmals wieder den Einzug in die Oberliga und konnten diese gewinnen. Somit war man als Hessenmeister am Ende der Saison für das Viertelfinale der deutschen Meisterschaft qualifiziert. Im Viertelfinale traf man in Gruppe B auf den Nachwuchs der Eintracht Hildesheim und auf die Nachwuchsspieler des SV 64 Zweibrücken. Zweibrücken konnte sich als Erster durchsetzen und zog ins Halbfinale gegen die Füchse Berlin ein. Die HSG Hanau wurde in Gruppe B des Viertelfinales aufgrund eines 27:21-Hinspielsieges gegen die Eintracht aus Hildesheim und eines 26:25-Sieges gegen Zweibrücken im Rückspiel Zweiter vor dem Nachwuchs der Eintracht Hildesheim.
In der Saison 2016/2017 musste sich die B-Jugend der HSG Hanau über ein Entscheidungsspiel für die Oberliga qualifizieren. Gegner war die mJSG Melsungen/Körle/Guxhagen. Obwohl man das Hinspiel in Melsungen mit 25:24 verlor, qualifizierte man sich dank eines 31:22-Sieges im Rückspiel für die Oberliga. Die Hanauer B-Jugendhandballer konnten jedoch mit 17:11 Punkten nur den 5. Platz der Oberliga erreichen, punktgleich mit der SG Wallau/Massenheim und 10 Punkte vor den Sechstplatzierten von der HSG VfR/Eintracht Wiesbaden.
Nach einem guten Start in die Saison und dem zweiten Platz in der Hinrunde, reichte es nach einer schwächeren Rückrunde nur für den 5. Platz in der Saison 2017/2018.
| Saison    | Liga                       | Tabellenplatz | Besonderes |
| --------- | -------------------------- | ------------- | --- |
| 2009/2010 | Regionalliga Ost           | 7.            | |
| 2010/2011 | Oberliga Hessen            | 1.            | Hessenmeister, Südwestdeutscher Meister und Teilnahme am Viertelfinale der deutschen Meisterschaft                            |
| 2011/2012 | Oberliga Hessen            | 1.            | Hessenmeister, Teilnahme an der Deutschen Meisterschaft (2. Platz in Gruppe D der Vorrunde der Deutschen Meisterschaft)       |
| 2012/2013 | Oberliga Hessen            | 2.            | |
| 2015/2016 | Oberliga Hessen            | 1.            | Hessenmeister, Teilnahme an der Deutschen Meisterschaft (2. Platz in Gruppe B des Viertelfinales der Deutschen Meisterschaft) |
| 2016/2017 | Oberliga Hessen            | 5.            | |
| 2017/2018 | Oberliga Hessen            | 5.            | |
| 2018/2019 | Oberliga Hessen            | 5.            | |
| 2019/2020 | Oberliga Hessen            | 6.            | |
| 2021/2022 | Oberliga Hessen - Gruppe 1 | 4.            | |
| 2022/2023 | Oberliga Hessen - Gruppe 3 | 2.            | Halbfinale Hessenmeisterschaft                                                                                                |
| 2023/2024 | Oberliga Hessen - Gruppe 1 | 3.            | |
| 2024/2025 | Regionalliga Hessen        | 1.            | Hessenmeister |

### C-Jugend
Die C-Jugend der HSG Hanau beendete ihre erste Saison 2009/2010 auf dem zweiten Platz der Oberliga Hessen Staffel Süd (höchste Spielklasse der Altersklasse) mit 25:3 Punkte hinter der JSG Wallstadt 27:1 Punkte und verpasste somit die Hessenmeisterschaft. Hanau verlor das Hinspiel gegen Wallstadt mit 30:31 und kam im Rückspiel nicht über ein 30:30-Unentschieden hinaus.
Auch im darauffolgenden Jahr (2010/2011) ging die C-Jugend der HSG Hanau in der Oberliga Hessen Staffel Süd an den Start. Die HSG Hanau Jugendhandballer gewannen die Oberliga mit 26:2 Punkten souverän vor der HSG Bensheim/Auerbach 22:6 Punkte. Die Hanauer C-Jugend verlor nur ein Spiel gegen JSG Crumstadt/Goddelau mit 20:19 alle weiteren Spiele konnten gewonnen werden. Auch bei der nachfolgenden Hessenmeisterschaft konnte sich die C-Jugend der HSG Hanau durchsetzen. Sie gewann das erste Spiel der Hessenmeisterschaft gegen die TSG Münster mit 36:24 und das zweite Spiel gegen die HSG Zwehren/Kassel mit 41:27 und wurde Hessenmeister. Als Hessenmeister war man für die Südwestdeutsche Meisterschaft qualifiziert, bei der man den zweiten Platz hinter dem SV 64 Zweibrücken erringen konnte. Die C-Jugend der HSG Hanau gewann bei der Südwestdeutschen Meisterschaft vier Spiele und verlor nur gegen den erstplatzierten aus Zweibrücken mit 35:23.
In der Saison 2011/2012 spielte die Hanauer C-Jugend wieder in der Oberliga Süd, konnte jedoch nur den 5. Platz erreichen. Die Bilanz: Sechs Siege und acht Niederlagen bei 12:16 Punkten und einem Torverhältnis von −33 Toren.
Auch ein Jahr später 2012/2013 erreichte die C-Jugend HSG Hanau die Hessenmeisterschaft nicht und steht am Ende der Saison mit 18:10 Punkten auf dem 4. Platz.
Eine Saison danach (2013/2014) steht man im Vergleich zur Vorsaison wieder einen Platz besser da. Die C-Jugendhandballer erreichen den 3. Platz der Oberliga Süd mit 22:6 Punkten, elf Siege und drei Niederlagen sind die Ausbeute der Saison.
In der Saison 2014/2015 verpasst die Hanauer C-Jugend die Qualifikation zur Oberliga und spielt daher nur in der Bezirksoberliga. Die C-Jugendlichen der HSG Hanau werden mit 25:3 Punkten zweiter in der Bezirksoberliga hinter dem TV Langenselbold.
Ein Jahr später (2015/2016) kam die HSG Hanau wieder zurück in der Oberliga Süd und gewann sie. Die Hanauer C-Jugendlichen sind mit 28:0 Punkten klar auf dem 1. Platz vor den Nachwuchshandballern des TV Gelnhausen (23:5 Punkte) und denen der SG Bruchköbel (21:7 Punkte). Auch ist Hanau mit nur 365 Gegentoren die defensiv stärkste Mannschaft der Liga. Die beiden Topspiele gegen die C-Jugendhandballer des TV Gelnhausen konnten mit 37:34 und 45:39 gewonnen werden. Bei der folgenden Hessenmeisterschaft konnten die Hanauer vor über 300 Zuschauern jedoch nur das erste der beiden Spiele gewinnen. Nach einem 30:20-Sieg gegen die HSG Zwehren/Kassel folgte im zweiten Spiel eine 37:30-Niederlage gegen die HSG Dudenhofen/Münchholzhausen. Das Ergebnis war die Vize-Hessenmeisterschaft für die C-Jugendlichen der HSG Hanau.
Ein ähnliches Bild ergab sich in der Saison 2016/2017. Erneut konnte man die Staffel Süd der Oberliga ohne Niederlage gewinnen. 27:1 Punkte waren die Bilanz am Saisonende. Somit konnte man sich vor der HSG Dreieich platzieren, die mit 25:3 Punkten zweiter wurde. Das erste Spitzenspiel gegen Dreieich endete 21:21, das Rückspiel konnte in heimischer Halle 28:27 gewonnen werden. Bei der Hessenmeisterschaft konnten die Hanauer C-Jugendhandballer jedoch kein Spiel für sich entscheiden. Die C-Jugend verlor 21:31 gegen die mJSG Melsungen/Körle/Guxhagen und 29:17 gegen die TSG Münster. Somit war man am Saisonende Hessens drittbeste C-Jugend Handballmannschaft.
Hanau wurde 2017/2018 zweiter in der Staffel Süd der C-Jugend Oberliga und qualifizierte sich somit für die Hessenmeisterschaft. Die Hanauer C-Jugend gewann das Halbfinale gegen die HSG Dutenhofen/Münchholzhausen mit 23:17, verlor jedoch das Finale mit 20:25 gegen die HSG Hochheim/Wicker.
| Saison    | Liga                           | Tabellenplatz | Besonderes                                   |
| --------- | ------------------------------ | ------------- | -------------------------------------------- |
| 2009/2010 | Oberliga Hessen Staffel Süd    | 2.            |                                              |
| 2010/2011 | Oberliga Hessen Staffel Süd    | 1.            | Hessenmeister, Vize Südwestdeutscher Meister |
| 2011/2012 | Oberliga Hessen Staffel Süd    | 5.            |                                              |
| 2012/2013 | Oberliga Hessen Staffel Süd    | 4.            |                                              |
| 2013/2014 | Oberliga Hessen Staffel Süd    | 3.            |                                              |
| 2015/2016 | Oberliga Hessen Staffel Süd    | 1.            | Vize Hessenmeister                           |
| 2016/2017 | Oberliga Hessen Staffel Süd    | 1.            | 3. Platz bei der Hessenmeisterschaft         |
| 2017/2018 | Oberliga Hessen Staffel Süd    | 2.            | Vize Hessenmeister                           |
| 2018/2019 | Oberliga Hessen Staffel Süd    | 4.            |                                              |
| 2019/2020 | Oberliga Hessen Staffel Süd    | 5.            |                                              |
| 2021/2022 | Oberliga Hessen - Gruppe 2     | 3.            |                                              |
| 2022/2023 | Oberliga Hessen - Gruppe 3     | 2.            |                                              |
| 2023/2024 | Oberliga Hessen - Gruppe 2     | 4.            |                                              |
| 2024/2025 | Regionalliga Hessen - Gruppe 2 | 3.            |                                              |